# Alucita cymographa
Alucita cymographa är en fjärilsart som beskrevs av Edward Meyrick 1929. Alucita cymographa ingår i släktet Alucita och familjen mångfliksmott, (Alucitidae). Inga underarter finns listade i Catalogue of Life.